# محمدآباد (شعبجره)
محمدآباد (کوهبنان)، روستایی از توابع بخش یزدان‌آباد شهرستان زرند در استان کرمان ایران است.

## جمعیت
این روستا در دهستان شعبجره قرار دارد و براساس سرشماری مرکز آمار ایران در سال ۱۳۹۵، جمعیت آن ۴۱۷ نفر (۱۲۸ خانوار) بوده‌است.